# Homolodromiidae
Homolodromiidae is een familie van de superfamilie Homolodromioidea uit de infraorde krabben en omvat de volgende geslachten: 
- Dicranodromia  A. Milne-Edwards, 1880
- Homolodromia  A. Milne-Edwards, 1880

## Uitgestorven
- Antarctidromia  †  Förster, Gaździcki & Wrona, 1985
- Eoprosopon  †  Förster, 1986
- Palehomola  †  Rathbun, 1926
- Preclarocarcinus  †  Schweitzer, Feldmann, Ćosović, R. L. M. Ross & Waugh, 2009
- Rhinodromia  †  Schweitzer, Nyborg, Feldmann & R. L. M. Ross, 2003